# Porphy no Nagai Tabi
Porphy no Nagai Tabi (ポルフィの長い旅 Porufi no nagai tabi?, lit. El largo viaje de Porphy) es una serie de anime  basada en la novela Les orphelins de Simitra ("Los huérfanos de Simitra") de Paul-Jacques Bonzon.  La serie fue estrenada originalmente en Japón el 6 de enero del año 2008 como parte del contenedor infantil World Masterpiece Theater o Meisaku de Nippon Animation.  El contenedor había antes producido una gran variedad de series de animación basadas en diferentes obras literarias infantiles.  Su anterior producción en el año 2007 había sido Los miserables, una serie que marcó el resurgir del World Masterpiece Theater después de los diez años que siguieron a los fracasos de Lassie y Remy, la niña sin hogar.  El largo viaje de Porphy es una historia que cuenta las hazañas de unos jóvenes atravesando Europa en busca de un nuevo hogar después de que un terremoto destruyese su hogar en Grecia.  Se espera que el número de episodios producidos llegará a 52, un episodio semanal durante el año 2008.

## Temas musicales
- Japón: (Inicio) "Porfy no nagai tabi" cantada por Ikuko y (Cierre) "Kimi e to tsuzuku michi" cantada por Da Capo.